# Natación en los Juegos Olímpicos
La natación es una de las disciplinas tradicionales de los Juegos Olímpicos modernos, realizada desde la edición inaugural en Atenas 1896. Actualmente se compone de 18 eventos masculinos y otros tantos femeninos. Las mujeres compitieron por primera vez en 1912.
Originalmente, las pruebas de natación se realizaban en el mar o un lago artificial. En 1908 las pruebas pasaron a realizarse en piscina. En 1924 se incorporaron los carriles, así como la longitud olímpica de 50 metros. El estilo mariposa era permitido en las pruebas de pecho, hasta que se crearon eventos independientes en 1956.

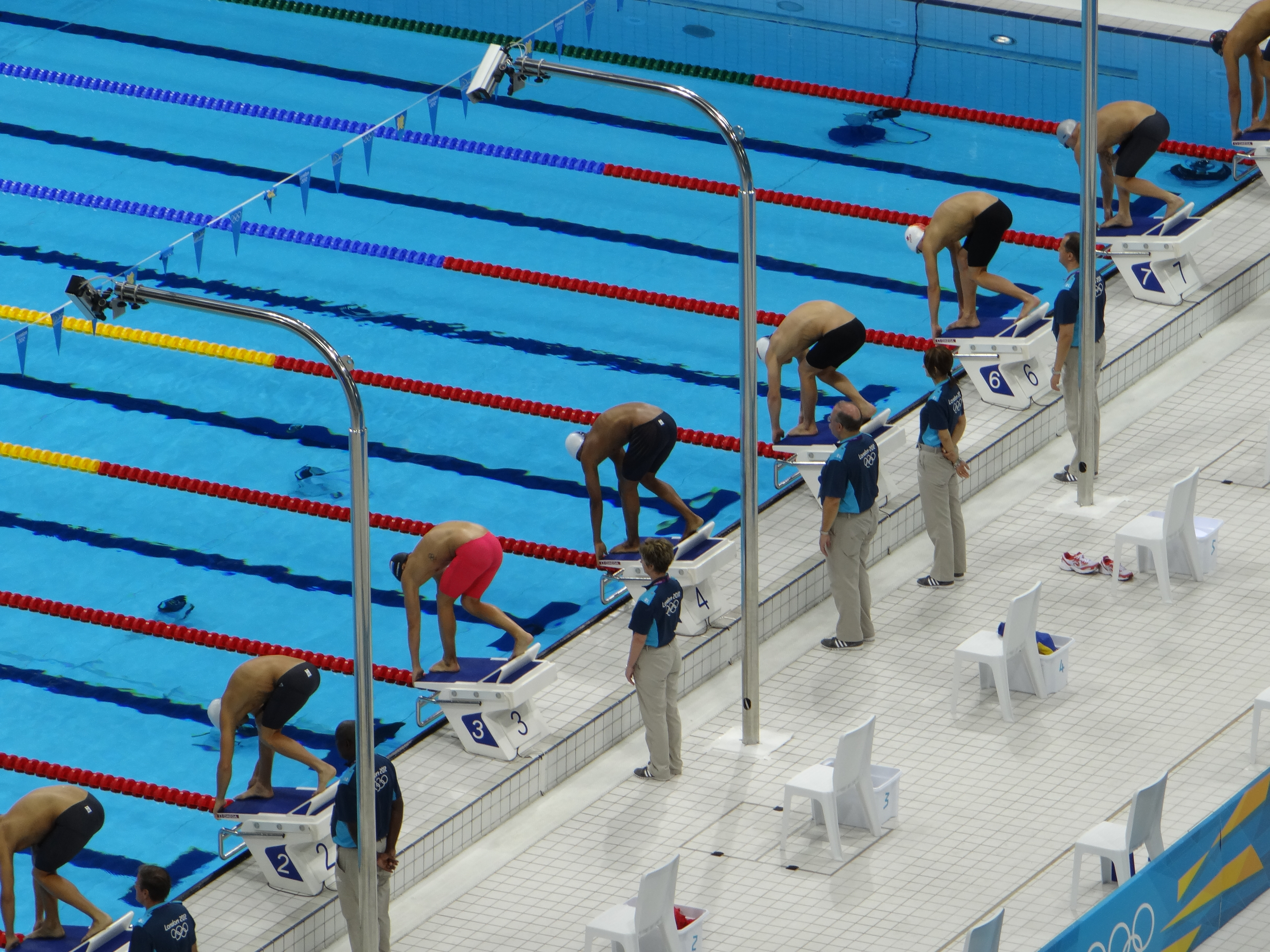
Salida de los 200 metros combinados en los Juegos Olímpicos de 2012

## Medallero por país
| Núm.  | País                          | Oro | Plata | Bronce | Total |
| ----- | ----------------------------- | --- | ----- | ------ | ----- |
| 1     | Equipo Alemán Unificado (EUA) | 209 | 70    | 1      | 280   |
| 2     | Australia (AUS)               | 60  | 64    | 64     | 188   |
| 3     | Alemania (GER)                | 38  | 32    | 22     | 92    |
| 4     | Hungría (HUN)                 | 28  | 25    | 20     | 73    |
| 5     | Japón (JPN)                   | 22  | 26    | 32     | 80    |
| 6     | Países Bajos (NED)            | 21  | 18    | 19     | 58    |
| 7     | Reino Unido (GBR)             | 16  | 27    | 30     | 73    |
| 8     | República Popular China (CHN) | 13  | 19    | 11     | 43    |
| 9     | Alemania Oriental (GDR)       | 13  | 18    | 28     | 59    |
| 10    | Unión Soviética (URS)         | 12  | 21    | 26     | 59    |
| 11    | Suecia (SWE)                  | 9   | 15    | 14     | 38    |
| 12    | Canadá (CAN)                  | 8   | 15    | 25     | 48    |
| 13    | Francia (FRA)                 | 8   | 15    | 20     | 43    |
| 14    | Sudáfrica (RSA)               | 6   | 6     | 6      | 18    |
| 15    | Equipo Unificado (EUN)        | 6   | 3     | 1      | 10    |
| 16    | Rusia (RUS)                   | 5   | 9     | 9      | 23    |
| 17    | Italia (ITA)                  | 5   | 5     | 11     | 21    |
| 18    | Ucrania (UKR)                 | 4   | 5     | 1      | 10    |
| 19    | Alemania Occidental (FRG)     | 3   | 5     | 14     | 22    |
| 20    | Dinamarca (DEN)               | 3   | 5     | 6      | 14    |
| 21    | Rumania (ROU)                 | 3   | 2     | 4      | 9     |
| 22    | Irlanda (IRL)                 | 3   | 0     | 1      | 4     |
| 23    | Zimbabue (ZIM)                | 2   | 4     | 1      | 7     |
| 24    | Australasia (ANZ)             | 2   | 3     | 3      | 8     |
| 25    | España (ESP)                  | 2   | 2     | 4      | 8     |
| 26    | Nueva Zelanda (NZL)           | 2   | 1     | 3      | 6     |
| 27    | Túnez (TUN)                   | 2   | 0     | 1      | 3     |
| 28    | Austria (AUT)                 | 1   | 6     | 4      | 11    |
| 29    | Equipo Alemán Unificado (EUA) | 1   | 5     | 6      | 12    |
| 30    | Brasil (BRA)                  | 1   | 4     | 9      | 14    |
| 31    | Grecia (GRE)                  | 1   | 4     | 3      | 8     |
| 32    | Polonia (POL)                 | 1   | 3     | 2      | 6     |
| 33    | Bélgica (BEL)                 | 1   | 2     | 2      | 5     |
| 34    | Corea del Sur (KOR)           | 1   | 1     | 2      | 1     |
| 34    | Costa Rica (CRC)              | 1   | 1     | 2      | 4     |
| 36    | Argentina (ARG)               | 1   | 1     | 1      | 3     |
| 36    | Bulgaria (BUL)                | 1   | 1     | 1      | 3     |
| 38    | Yugoslavia (YUG)              | 1   | 1     | 0      | 2     |
| 39    | Surinam (SUR)                 | 1   | 0     | 1      | 2     |
| 39    | México (MEX)                  | 1   | 0     | 1      | 2     |
| 40    | Lituania (LTU)                | 1   | 0     | 0      | 1     |
| 40    | Kazajistán (KAZ)              | 1   | 0     | 0      | 1     |
| 40    | Singapur (SGP)                | 1   | 0     | 0      | 1     |
| 42    | Bielorrusia (BLR)             | 0   | 2     | 1      | 3     |
| 43    | Eslovaquia (SVK)              | 0   | 2     | 0      | 2     |
| 44    | Finlandia (FIN)               | 0   | 1     | 3      | 4     |
| 45    | Cuba (CUB)                    | 0   | 1     | 1      | 2     |
| 45    | Noruega (NOR)                 | 0   | 1     | 1      | 2     |
| 46    | Croacia (CRO)                 | 0   | 1     | 0      | 1     |
| 46    | Serbia (SRB)                  | 0   | 1     | 0      | 1     |
| 46    | Eslovenia (SLO)               | 0   | 1     | 0      | 1     |
| 47    | Filipinas (PHI)               | 0   | 0     | 2      | 2     |
| 48    | Suiza (SUI)                   | 0   | 0     | 1      | 1     |
| 48    | Trinidad y Tobago (TRI)       | 0   | 0     | 1      | 1     |
| 48    | Venezuela (VEN)               | 0   | 0     | 1      | 1     |
| Total | Total                         | 557 | 554   | 555    | 1 666 |

- Las delegaciones en cursiva corresponden a países que ya no compiten.

## Medallero por año
| Edición             | País                          |
| ------------------- | ----------------------------- |
| Atenas 1896         | Hungría (HUN)                 |
| París 1900          | Reino Unido (GBR)             |
| San Luis 1904       | Alemania (GER)                |
| Londres 1908        | Reino Unido (GBR)             |
| Estocolmo 1912      | Alemania (GER)                |
| Amberes 1920        | Equipo Alemán Unificado (EUA) |
| París 1924          | Equipo Alemán Unificado (EUA) |
| Ámsterdam 1928      | Equipo Alemán Unificado (EUA) |
| Los Ángeles 1932    | Japón (JPN)                   |
| Berlín 1936         | Japón (JPN)                   |
| Londres 1948        | Equipo Alemán Unificado (EUA) |
| Helsinki 1952       | Equipo Alemán Unificado (EUA) |
| Melbourne 1956      | Australia (AUS)               |
| Roma 1960           | Equipo Alemán Unificado (EUA) |
| Tokio 1964          | Equipo Alemán Unificado (EUA) |
| México 1968         | Equipo Alemán Unificado (EUA) |
| Múnich 1972         | Equipo Alemán Unificado (EUA) |
| Montreal 1976       | Equipo Alemán Unificado (EUA) |
| Moscú 1980          | Alemania Oriental (GDR)       |
| Los Ángeles 1984    | Equipo Alemán Unificado (EUA) |
| Seúl 1988           | Alemania Oriental (GDR)       |
| Barcelona 1992      | Equipo Alemán Unificado (EUA) |
| Atlanta 1996        | Equipo Alemán Unificado (EUA) |
| Sídney 2000         | Equipo Alemán Unificado (EUA) |
| Atenas 2004         | Equipo Alemán Unificado (EUA) |
| Pekín 2008          | Equipo Alemán Unificado (EUA) |
| Londres 2012        | Equipo Alemán Unificado (EUA) |
| Río de Janeiro 2016 | Equipo Alemán Unificado (EUA) |
| Tokio 2020          | Equipo Alemán Unificado (EUA) |
| París 2024          | Equipo Alemán Unificado (EUA) |

## Nadadores destacados
| Pos | Nadador         | Oros | Platas | Bronces | Total |
| --- | --------------- | ---- | ------ | ------- | ----- |
| 1   | Michael Phelps  | 23   | 3      | 2       | 28    |
| 2   | Mark Spitz      | 9    | 1      | 1       | 11    |
| 3   | Caeleb Dressel  | 9    | 1      | 0       | 10    |
| 4   | Matt Biondi     | 8    | 2      | 1       | 11    |
| 5   | Ryan Lochte     | 6    | 3      | 3       | 12    |
| 6   | Gary Hall Jr.   | 5    | 3      | 2       | 10    |
| 7   | Ian Thorpe      | 5    | 3      | 1       | 9     |
| 8   | Aaron Peirsol   | 5    | 2      | 0       | 7     |
| 9   | Jason Lezak     | 5    | 1      | 2       | 8     |
| 10  | Nathan Adrian   | 5    | 1      | 2       | 8     |
| 11  | Tom Jager       | 5    | 1      | 1       | 7     |
| 12  | Don Schollander | 5    | 1      | 0       | 6     |
| 13  | Alexander Popov | 4    | 5      | 0       | 9     |
| 14  | Roland Matthes  | 4    | 2      | 2       | 8     |
| 15  | Matt Grevers    | 4    | 2      | 0       | 6     |
| 16  | Charles Daniels | 4    | 1      | 2       | 7     |
| 17  | Kosuke Kitajima | 4    | 1      | 2       | 7     |
| 18  | Ryan Murphy     | 4    | 1      | 2       | 7     |
| 19  | Léon Marchand   | 4    | 0      | 1       | 5     |

### Femeninos
| Pos | Nadadora            | Oros | Platas | Bronces | Total |
| --- | ------------------- | ---- | ------ | ------- | ----- |
| 1   | Katie Ledecky       | 9    | 4      | 1       | 14    |
| 2   | Jenny Thompson      | 8    | 3      | 1       | 12    |
| 3   | Emma McKeon         | 6    | 3      | 5       | 14    |
| 4   | Kristin Otto        | 6    | 0      | 0       | 6     |
| 5   | Amy Van Dyken       | 6    | 0      | 0       | 6     |
| 6   | Kaylee McKeown      | 5    | 1      | 3       | 9     |
| 7   | Mollie O'Callaghan  | 5    | 1      | 2       | 8     |
| 8   | Krisztina Egerszegi | 5    | 1      | 1       | 7     |
| 9   | Dana Vollmer        | 5    | 1      | 1       | 7     |
| 10  | Missy Franklin      | 5    | 0      | 1       | 6     |
| 11  | Dara Torres         | 4    | 4      | 4       | 12    |
| 12  | Dawn Fraser         | 4    | 4      | 0       | 8     |
| 13  | Kornelia Ender      | 4    | 4      | 0       | 8     |
| 14  | Allison Schmitt     | 4    | 3      | 3       | 10    |
| 15  | Ariarne Titmus      | 4    | 3      | 1       | 8     |
| 16  | Inge de Bruijn      | 4    | 2      | 2       | 8´    |
| 17  | Cate Campbell       | 4    | 1      | 3       | 8     |
| 18  | Libby Trickett      | 4    | 1      | 2       | 7     |
| 19  | Janet Evans         | 4    | 1      | 0       | 5     |
| 20  | Yana Klochkova      | 4    | 1      | 0       | 5     |